# Trabaccolo

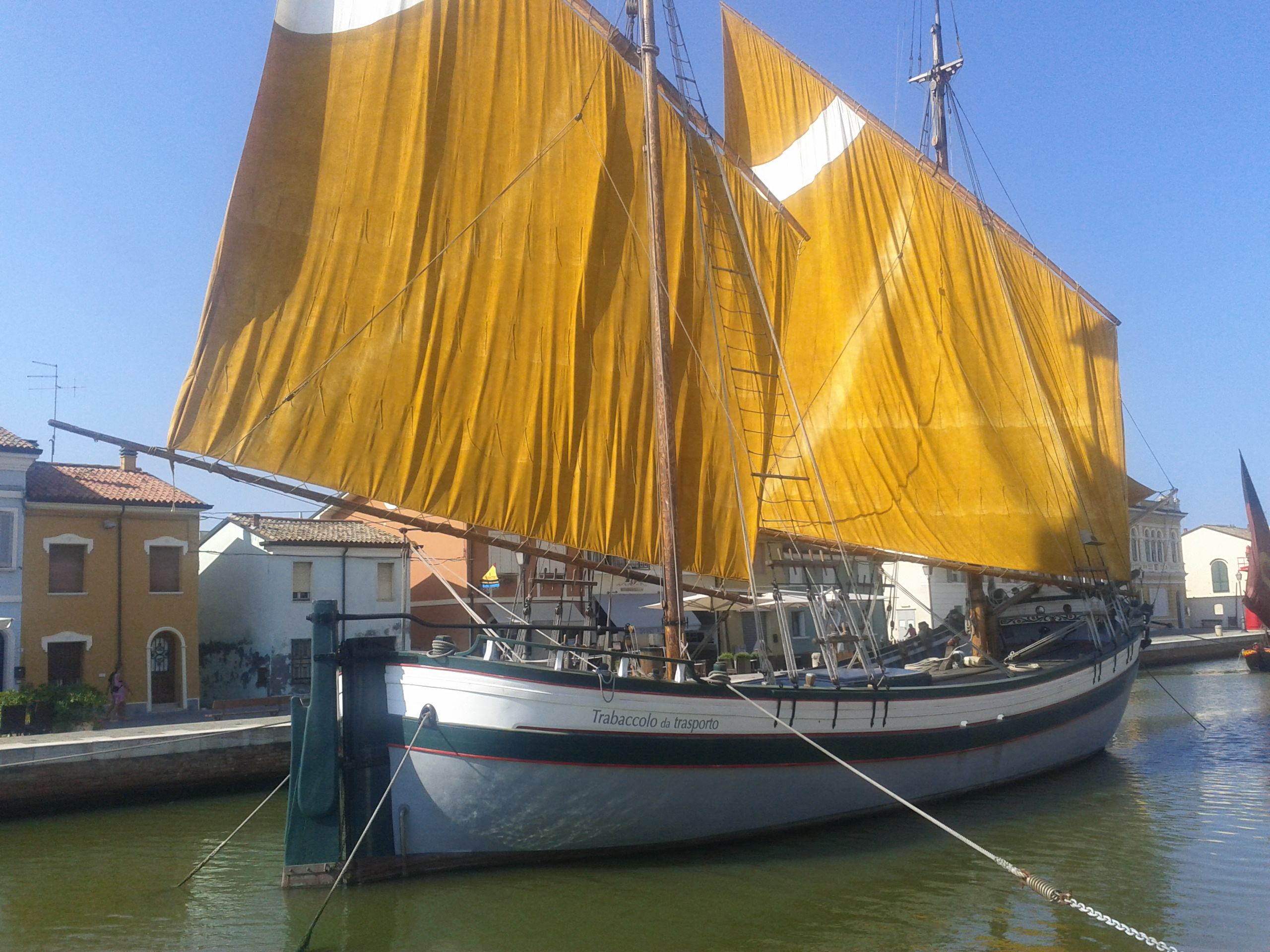
Trabaccolo da trasporto esposto nella sezione galleggiante del Museo della marineria di Cesenatico.

Il trabàccolo, o trabàcco, è un'imbarcazione da pesca e/o da carico tipica del medio e alto Adriatico che esercitava il cabotaggio sin nello Ionio.
È dotata di due alberi muniti di vela al terzo.